# 菲爾斯滕韋德附近大湖

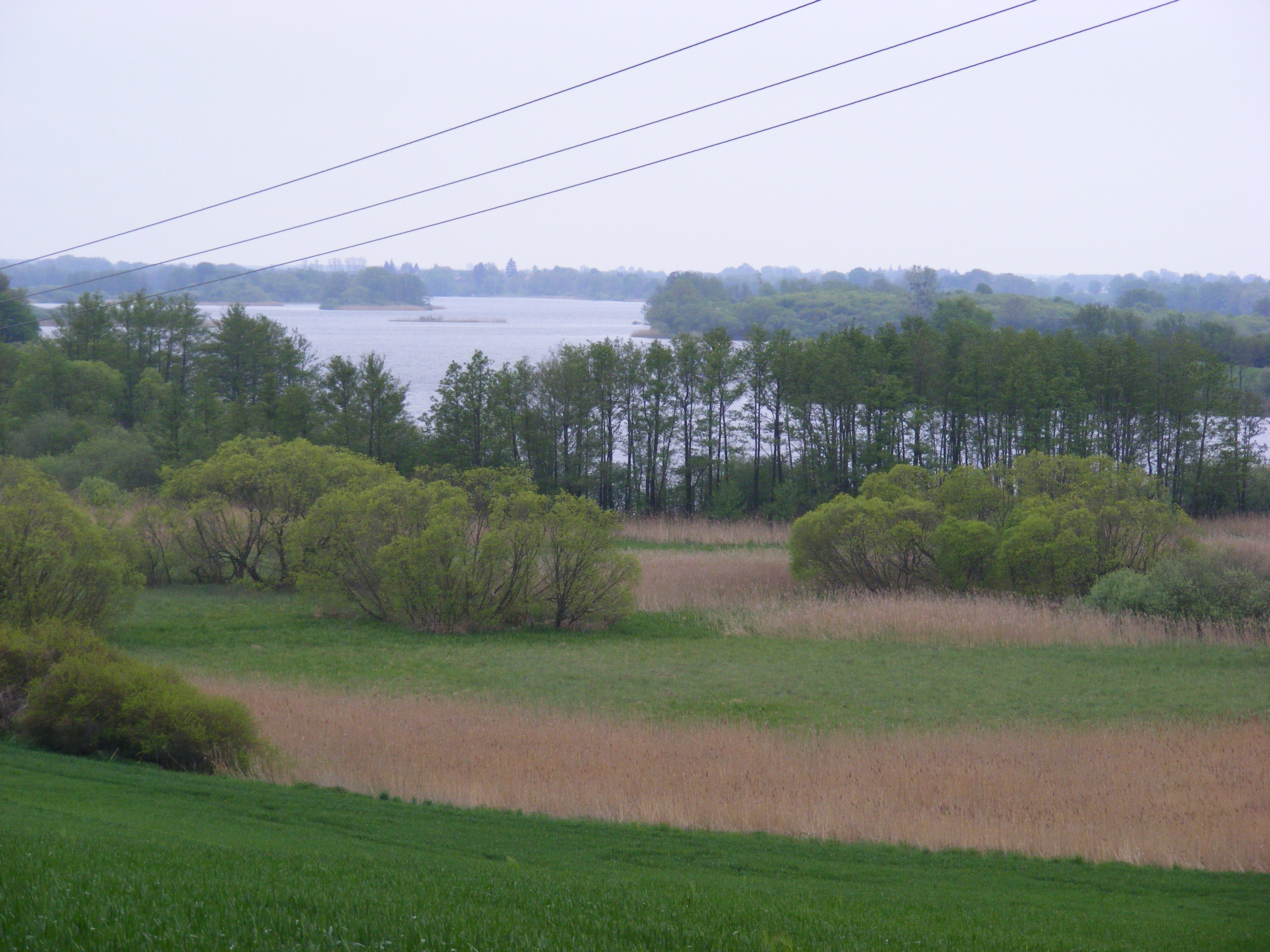

53°23′24″N 13°33′45″E / 53.39000°N 13.56250°E
菲爾斯滕韋德附近大湖（德語：Großer See bei Fürstenwerder），是德國的湖泊，位於該國西南部，由勃蘭登堡州負責管轄，處於諾爾德韋斯圖克爾馬爾克，面積3.6平方公里，海拔高度93米，平均水深7米，最大水深20米，水體容量2,434萬立方米。